# 汕头黄杨
汕头黄杨（学名：Buxus cephalantha var. shantouensis）为黄杨科黄杨属下的一个变种。

## 扩展阅读
- 維基物種上的相關：汕头黄杨